# Harald Stark (Heimatforscher)
Harald Stark (* 1966) ist ein deutscher Schriftsteller und Heimatforscher. Er ist Kastellan der Plassenburg in Kulmbach und Autor zahlreicher heimatkundlicher Werke.
Zu seinen Veröffentlichungen zählen zahlreiche Aufsätze in entsprechenden fachspezifischen oder regionalen Heftreihen, z. B. der Rußbuttenträger für Marktleuthen, die Steinkreuzforschung, die Weißenstädter Hefte, der Erzähler vom Gabelmannsplatz als Heimatbeilage der Frankenpost, das Archiv für Geschichte von Oberfranken, die Selber Hefte, die Oberpfälzer Heimat, Der Siebenstern vom Fichtelgebirgsverein, Wir am Steinwald, Der Bierstädter für Kulmbach sowie die Zeitschrift Frankenwald vom Frankenwaldverein. Die Publikationen erstrecken sich vom Jahr 1986 bis in die heutige Zeit. Eines der bestimmenden Themen ist die Erforschung des Adelsgeschlechtes der von Notthafft. Seine heimatkundlichen Recherchen begannen in seiner Heimatregion rund um Marktleuthen und Thierstein und erstreckten sich zunehmend auf den oberfränkischen Raum, mit Übergängen in die Oberpfalz und nach Böhmen und darüber hinaus.
Er wurde 2018 mit dem Kulturpreis des Fichtelgebirgsvereins ausgezeichnet.